# Round Lake (Nueva York)
Round Lake es una villa ubicada en el condado de Saratoga en el estado estadounidense de Nueva York. En el año 2000 tenía una población de 604 habitantes y una densidad poblacional de 215.7 personas por km².

## Geografía
Round Lake se encuentra ubicada en las coordenadas 42°56′11″N 73°47′37″O / 42.93639, -73.79361.

## Demografía
Según la Oficina del Censo en 2000 los ingresos medios por hogar en la localidad eran de $43,409, y los ingresos medios por familia eran $49,375. Los hombres tenían unos ingresos medios de $35,859 frente a los $30,750 para las mujeres. La renta per cápita para la localidad era de $20,320. Alrededor del 2.6% de la población estaban por debajo del umbral de pobreza.